# FC2ブログ
FC2ブログ（エフシーツーブログ）とは、FC2が運営するブログサービスである。2004年10月よりサービス開始。同年10月16日に「テスト期間」としてサービス開始し、同年10月28日よりベータ版として開始された。以降は機能追加を繰り返し、2024年5月現在も運営を継続している。

## 歴史
- 2004年
  - 10月16日 - テスト期間としてサービス開始[5]。
  - 10月28日、ベータ版としてサービス開始[6]。
  - 11月22日 - ベータ版開始から3週間で登録数が1万を超える[7]。
  - 12月26日 - 登録数が2万を超える[8]
  - 12月8日 - コミュニティ機能を追加[9]。
  - 12月28日 - 共有テンプレート機能を追加[10]。
- 2005年
  - 3月9日 - 訪問者リスト機能を追加[11]。
  - 7月26日 - スパム対策を強化[12]。
  - 8月 - 「BlogFan.org」のアクティブユーザー数がライブドアブログを抜いて国内第2位になる[13]。
- 2006年4月 - 「BlogFan.org」のアクティブユーザー数が国内第1位になる[14]。
- 2007年
  - 5月23日 - ブログ拍手機能を追加[15]。
  - 9月21日 - 「友達機能」（現：ブロとも）を追加[16]。
  - 10月28日 - メッセージ機能を追加[17]。
  - 10月16日 - Alexaのインターネット視聴率で、FC2ブログを含むFC2ドメインが日本で第2位になった[信頼性要検証][18]。その後、アクティブユーザ数をアメーバブログと競い合った[要出典]。
- 2008年
  - 3月14日 - 「友達機能」を「ブロとも」に改称し、限定公開記事機能を追加[19]
  - 10月30日 - バトン機能を追加[20]。
- 2009年
  - 1月 - 携帯電話会社のフィルタリングが適用され、18歳未満の携帯ユーザーの閲覧が制限された[21][リンク切れ]。
  - 4月 - Yahoo!ブログも含め、利用者数で「3強」とインターネットコム社[22]から発表される[23][リンク切れ]。
- 2011年6月 - 訪問者数が日本一多いブログサービス（4670万人/月）とコムスコア・ジャパン社から発表される[24]。
- 2012年
  - 4月 - アルバム機能を追加[25]。
  - 6月4日 - 2ちゃんねるが、FC2ブログの2ちゃんねる「まとめサイト」に対して無断転載禁止の警告を行った[26]。
  - 7月19日 - 2ちゃんねるがFC2ブログに対し、無断転載を行う「まとめサイト」に広告を表示しないよう要請した[27]。
  - 7月3日 - 有料プランを追加。独自ドメイン、ファイルアップロードサイズ増量、保存ファイル容量の増量（当初は10GB）、広告非表示など、現在[いつ?]とほぼ変わらない機能が盛り込まれる[28]。
  - 8月30日 - ファイル保存容量を無料プラン10GB、有料プラン無制限に増量。[29]。
- 2013年
  - 3月7日 - Facebookへの更新通知機能を追加[30]。
  - 3月7日 - FC2ブログに児童ポルノ画像を検出するPhotoDNAを導入[31]。
  - 4月23日 - 有料プランにスマートフォン広告オフ機能、FTPアップロード機能を追加、記事投稿数を1日100件に増量[32]。
  - 5月 - サーバー番号非表示機能を追加[33]。
  - 7月30日 - 有料プランに全広告オフ機能、404エラーページカスタマイズ機能を追加、ファイルアップロード容量を5MBに増量[34]。
  - 9月 - Instagram連携に対応[35]。
  - 10月 - スマートフォン用管理画面をリニューアル[36]。
- 2014年4月 -  FC2ブログのソースコードがオープンソース化される[37]。
- 2019年
  - 2月14日 - 高速表示に特化し広告表示をなくした「爆速テンプレート」リリース[38]。
  - 8月1日 - すべてのブログで試行的に広告表示を撤廃[39]。

## 主な機能
特徴としては、コンテンツの自由度が高く、アダルトブログやアフィリエイトブログ、店舗や企業などの営利目的のブログとしても無料で利用できる。またカスタマイズ性が高く、テンプレートのHTMLやCSSの編集を自由に行える。パスワードを設定して非公開（限定公開）のプライベートブログを作成することも可能で、ブログ全体にパスワードを設定することも、記事ごとに公開・非公開を設定することもできる。また記事ごとにパスワードを変えることもできる。
ブログのデザインテンプレートの数が6,000種類以上と非常に豊富であり、FC2による「公式テンプレート」の他に、一般ユーザーが作成し登録した数千種類の「共有テンプレート」があり、トップページ「テンプレート一覧」に掲載されている。スマートフォンやタブレットなど多様化する閲覧環境に対応したレスポンシブデザインのテンプレートも多数用意されている。
UTF-8を採用し、日本語以外にも多言語に対応している。
無名の一般人が執筆するブログが多いが、有名人のブログやメディアに登場する「FC2ブロガー」の運営するブログ、「マガブロ」（旧名称「ブロマガ」）と呼ばれる有料記事もある。トップページには「マガブロ」（旧名称「ブロマガ」）、「総合ランキング」「おすすめブログ」などが掲載され、「おすすめブログ」では有名人ブログなどが紹介されている。
一つのメールアドレスにつき一つのFC2IDが作成でき、一つのFC2IDにつき一つのブログを作成できる。ブログ新規作成の際にFC2IDとは別に「ブログID」を設定し、ブログIDがURLの末尾となる。ブログ開設後のブログID変更はできないため注意が必要である。複数のブログを作成する場合は、複数のFC2ID（＝複数メールアドレス）を取得する必要があり、ライブドアブログのように一つのIDで複数ブログを作成することはできない。なお、FC2IDはブログとは独立しているためブログを削除してもIDは消えない。ブログだけ削除して同じFC2IDで新たなブログを作成することも可能で、アメーバブログのように「ブログ削除＝アカウント削除」ではない。
テキストの容量は無制限で、ファイルアップロード保存容量は最大10GBまで（有料プランの場合は無制限）。
ブログ上のカレンダーやコメント表示エリアはブログパーツ形式（プラグイン機能）で実装されており、表示場所の変更などのカスタマイズが容易である。またテンプレートと同様に「共有プラグイン」を数多く用意している。上級者や商用向けに、GoogleサイトマップやGoogle Analytics、Movable Type形式でのインポートやエクスポートに対応しており、独自ドメインは有料プランで対応している。
その他、携帯電話用のモブログやスマートフォンへの対応、「お絵かきエディタ」などのツール類、スパム対策などの機能も充実している。ブログの書籍化サービスも1冊から受け付けている。

### 広告廃止と「爆速テンプレート」
ブログ広告
ブログ広告を採用しており、テンプレートの「広告変数」の位置に広告を表示する。広告表示のカスタマイズが可能で、管理画面で「画像高速表示を利用しない」に設定することで表示面積を最小限に抑えることができる（なおカスタマイズによりテンプレートの「広告変数」を削除または非表示にすることは規約違反となる）。かつては1か月以上更新がないブログに対しては記事の最上部に広告を強制挿入していた。
爆速テンプレート
2019年2月14日に「爆速テンプレート」をリリース。これはブログの高速表示に特化した公式テンプレートで、阿部寛の公式サイトやDEV.toなど表示速度の速いサイトを参考に開発され、機能の絞り込みやプリフェッチ（ファイルの事前読み込み）などにより表示の高速化を実現した。
爆速テンプレートはレスポンシブデザインで、当初はシンプルな1カラムと2カラムの2種類で各4色だったが、その後に既存デザインをベースとしたテンプレートを追加し、ユーザータグの使用にも対応した。
爆速テンプレートでは高速化のため、広告表示が免除されたことは特筆される。なおプラグインの選択やテンプレートのカスタマイズはできない。カスタマイズ製の高さを売りにしてきたFC2ブログだが、そのカスタマイズ性を犠牲にしても高速表示を追求した点は方針転換であるといえる。
爆速テンプレートの導入により、ブログを新規開設する際のデフォルトのテンプレートが従来の「basic_white」から爆速テンプレートに変更された。また、爆速テンプレートを選択するとブログが強制SSL化される。FC2ではブログのSSL化は任意で（他の大手ブログサービスではシステム側で一斉かつ強制的に行う場合が多い）ユーザーの選択に委ねられていたことから、爆速テンプレートの導入により知識のないユーザーでもブログのSSL化が容易になった。
広告表示の撤廃
同2019年8月1日より爆速テンプレート以外でも広告表示を撤廃、無料ブログやスマートフォン版を含めて広告表示が全面的に廃止された（管理画面内と「画像高速表示」機能を利用する場合を除く）。広告廃止は試行的に1年間を予定しているが、その後については状況に応じ検討するとしている。
広告収入が主な収益源となっている大手無料ブログサービスにおいて、広告表示廃止は非常に珍しい取り組みで、他には元から広告表示がないGoogleのブログ「Blogger」くらいである。

### バックアップと「お引越し機能」
記事のバックアップ機能とインポート機能があり、自分のブログ記事のバックアップを取ることができる。バックアップデータはMovable Type（MT形式、以下MT）に準拠しており、MT対応のブログからのインポートが可能である。他社ブログ間の移転に利用できるほか、同じFC2ブログで自分の記事を移転することもできる（前述のとおりブログID＝URLが変更できないため、何らかの理由でURLを変更したい場合など）。
MTに準拠していないブログからの移転には「FC2ブログお引越しツール」が用意されており、他社ブログからの移転が容易になっている。テキストだけでなく画像も同時に移転できる（ただし利用回数などに制限あり）。
「お引越しツール」は、2019年末から2020年初頭にかけて相次いでサービス終了したYahoo!ブログとヤプログ!にも対応していた。Yahoo!ブログが公式に用意した移行ツールの対象は、アメーバブログ、ライブドアブログ、Seesaaブログ、はてなブログの4社で、FC2ブログは含まれていなかったが、Yahoo!ブログの公式移行ツールのリリースが遅れたことなどもあり、FC2ブログの「お引越しツール」を利用して独自に移行したユーザーも一定数いた。またヤプログでは公式移行ツールが用意されなかったため「お引越し機能」でFC2ブログへ移転したユーザーもいたため、その時期にはFC2ブログのユーザーが増加した。

#### 移転可能なブログサービス
MTインポートにより移転可能なブログサービス
- Movable Type (MT)
- WordPress
- Blogger
- Seesaaブログ
- ココログ
- ウェブリブログ - 2023年1月31日サービス終了（予定）[65]。
- OCNブログ人 - 2014年11月30日サービス終了[66][67]

お引越しツールにより移転可能なブログサービス
- アメーバブログ
- ライブドアブログ
- エキサイトブログ
- gooブログ
- JUGEMブログ
- 忍者ブログ
- 楽天ブログ
- コンサドーレ札幌サポーターズブログ
- ヤプログ!（GMOメディア）- 2020年1月31日サービス終了[62][63]
- Yahoo!ブログ - 2019年12月15日サービス終了[60][61][64]
- イザ!ブログ（産経デジタル） - 2014年3月サービス終了
- DTIブログ - 2013年12月17日サービス終了

### マガブロ（旧ブロマガ）
ブログ記事を有料公開できる「マガブロ（ブログマガジン）」機能があり、FC2では「雑誌の『袋とじ』のブログ版」と説明している。一般ブログ、アダルトブログにかかわらず「マガブロ」販売が可能。支払方法はFC2ポイントまたはクレジットカード決済。文章による記事のみならず動画配信も可能で、月額課金制にして読者登録させることもできる。販売価格は自分で設定でき、30%がFC2のシステム手数料として差し引かれる。
2009年のサービス開始以来「ブロマガ（ブログマガジン）」の名称を使用していたが、FC2は2019年1月30日に「ブロマガ」から「マガブロ」への名称変更を発表、同年2月11日より順次「マガブロ」に切り替えられた。

#### 名称変更の経緯
「ブロマガ」の商標権をめぐり、2016年9月8日にFC2がドワンゴを提訴。同2016年11月15日にはドワンゴが逆に「ブロマガ」商標権の侵害およびニコニコ動画の「流れるコメント」機能の特許を侵害したとしてFC2を提訴するという事態になった。
FC2は「ブロマガ」の名称を2009年1月20日から使用していたが、商標登録の出願は2012年9月13日で、翌2013年10月11日に「インターネットにおけるブログのためのサーバーの記憶領域の貸与」などを対象に商標登録した。
一方ドワンゴでは、2012年8月21日の公式ニコニコ生放送「新サービス発表会」で「ニコニコチャンネル」の新機能「CHブロマガ」として発表。FC2にも同名の先行サービスがあり内容も似ている点は「新サービス発表会」の中でも質問があったが、ニコニコ運営はFC2のサービスは知らなかったようで「ブロマガはブログ+メルマガの略で一般名称」と回答していた。翌2013年1月23日には「ユーザーブロマガ」サービスを開始している。ドワンゴは2012年9月27日に「ブロマガ」商標登録を出願、翌2013年9月20日に有料コンテンツ配信サービスの名称として「電子出版物」などを対象に商標登録した。
この「ブロマガ」に関する「商標権侵害行為差止等請求事件」について、2019年5月23日の東京地裁判決では、FC2の商標権侵害を認めたものの、ドワンゴ側の主張についても一部を退けて「痛み分け」のような形となっている。このためFC2ではサービス名を変更した。

### アクセスランキング
総合ランキングは「アクセスランキング」と呼ばれるもので、管理画面で「ジャンル・サブジャンルランキング」を設定した場合に参加できる（ランキングに参加せず記事を書くことも可能）。
またFC2にはこれとは別に「FC2ブログランキング」というサービスもあるが、別途登録が必要である。
FC2ブログの一機能としての「アクセスランキング」と「FC2ブログランキング」の違いは、前者はFC2ブログ内のランキングでありFC2ブログしか参加できないが、「FC2ブログランキング」は「にほんブログ村」や「人気ブログランキング」と同様、ブログ運営会社を問わず登録できるサービスという点である。

### コミュニティ機能
ブログ管理ページから、以下のコミュニティ機能を利用できる。FC2ブログユーザー同士で利用可能。
- コミュニティ - 2004年12月開始

同じ趣味や属性を持ったブロガーがつながるための機能で、ユーザーが自由にコミュニティを作成できる。
「にほんブログ村」の「テーマ」（旧称「トラコミュ」）に似た機能。現在はあまり使われていない。
- 訪問者リスト - 2005年3月開始

閲覧したブログに「足跡」を残すことができる。アメーバブログの「ペタ」に似た機能。
相手のブログに足跡を付けるかどうかは、自分のブログ管理ページで設定できる。
一般ブログとアダルトブログで個別に設定可能（一般ブログには足跡を残すが、アダルトブログには残さないなど）。
自分のブログに足跡を付けさせないという設定はできない。管理者以外は訪問者リストを閲覧できない。
- ブログ拍手 - 2007年5月開始

匿名で拍手（「いいね!ボタン」に相当する機能）を送ることができる。感想などのメッセージも添えることが可能。
スパム防止のため、拍手のみ受け付けるか、拍手メッセージも受け付けるかも選択できる。拍手を受け付けない設定も可能。
ブログ記事画面の「拍手ボタン」に拍手をもらった数が表示される。また拍手ボタンの色や位置が選べる。
- ブロとも - 2007年9月開始

FC2ブログ内のユーザーを登録して限定記事の公開などが行える。アメーバブログの「アメンバー」に相当する機能。
ブロとも申請を送り、相手に許可されたらブロともになれる。ブロとも申請を受け付けない設定も可能。
ブログパーツに「ブロとも一覧」があり、自分のブログページ内にリンク集として表示することもできる。
- メッセージ - 2007年10月開始

FC2ブログユーザー間でメッセージのやり取りができる。
スパム防止のため、メッセージを受け付けない設定も可能。
- バトン - 2008年10月開始

特定のテーマでブログを書いて記事を共有できる機能。
アメーバブログの「ブログネタ」に相当する。アメブロと異なり、現在はあまり使われていない。

### 有料プラン「FC2ブログPro」
有料プラン「FC2ブログPro」もある。価格は以下のとおり（2020年3月現在）。
- 月額プラン - 一般ブログは月額300円、アダルトブログは月額1,000円。
- 1年プラン - 一般ブログは年額3300円（月額275円）、アダルトブログは年額11,000円（月額917円）。月額プランより1か月分安い。

支払方法はクレジットカード決済または、FC2ポイントを購入して支払う。FC2ポイントはクレジットカードのほか、国際ブランドのデビットカードやプリペイドカード、コンビニ決済、ペイジーでも購入できる。
有料プランで利用可能な機能は以下のとおり（2020年3月現在）。
- 全ページ（PC・モバイル・スマートフォン）で広告非表示
- 記事投稿数が1日100件（無料は30件）
- アップロードファイルサイズが1ファイルにつき5MB（無料は2MB）
- ファイル保存容量無制限（無料は10GB）
- 404エラーページのカスタマイズ機能
- 独自ドメイン利用可能
- FTPアップロード機能（500MB）

2013年8月9日に全広告表示機能が追加された。2013年8月8日から同年9月30日まで、1か月無料キャンペーンを行っていた。

## その他
FC2には2012年4月時点で、ブログ用などを含めて1000台以上のサーバーがあり、帯域使用量（トラフィック）は90Gbpsを超えるという。高速表示のためにアカマイ・テクノロジーズのコンテンツデリバリネットワークも導入している。
所有者はアメリカの企業であり、広告の取次・代理店は、株式会社ホームページシステムに委託している。法的機関やメディア関係者を除いて、運営への問い合わせにはFC2のアカウント「FC2ID」が必須である。
FC2ブログは2011年時点で、日本でトップ3に入るブログサービスである（#歴史参照）。2012年時点で数百万のブログが開設されており数千万の閲覧者がいる。FC2ブログには2012年時点で、1か月に数十万人の執筆者がいるとされる。